# Edward Hitchcock
Edward Hitchcock ( * 24 de mayo de 1793 - 27 de febrero de 1864) fue un naturalista geólogo estadounidense y el tercer Presidente del Amherst College (1845-1854). 
Nacido de padres pobres, asistió a la recientemente fundada Deerfield Academy y en 1821 fue ordenado pastor congregacionalista. Unos años más tarde abandonó el ministerio para convertirse en profesor de Química y de Historia Natural en Amherst College. Ocupó ese cargo desde 1825 a 1845, que actúa como profesor de Teología Natural y Geología de 1845 a su muerte en 1864. En 1845 Hitchcock fue nombrado presidente del Colegio, cargo que desempeñó hasta 1854. Como presidente, Hitchcock se encarga de la recuperación de Amherst de graves dificultades financieras. También se le acredita con el desarrollo de la universidad de los recursos científicos y el establecimiento de su reputación de la enseñanza científica. 
Además de sus posiciones en Amherst, Hitchcock era un conocido pionero geólogo. Corrió el primer estudio geológico de Massachusetts, y en 1830 fue nombrado geólogo del Estado de Massachusetts (ocupó el cargo hasta 1844). También desempeñó un papel en los estudios geológicos de Nueva York y Vermont. Su jefe de proyecto, sin embargo, era convencido de la teología, y trató de unificar y conciliar ciencia y religión, centrada en la geología. Su importante labor en este ámbito fue su obra ¨la religión de la Geología y de sus Ciencias Conectadas¨ (Boston, 1851). En ese libro, el basado en la exegesis Biblia señaló grandes periodos de tiempo como edad de la tierra y esto en paralelo con las últimas teorías geológicas. Por ejemplo, él sabía que la tierra tenía millones de años, discrepando a si con algunos eruditos bíblicos que pensaban que la creación fue efectuada en seis días y que desde entonces hasta el presente a la tierra solo se debería asignar aproximadamente 6.000 años.
Hitchcock dejó su marca en la paleontología. Publicó artículos sobre pistas fósiles en el valle de Connecticut, incluyendo Eubrontes y Otozoum, que más tarde fueron asociadas con los dinosaurios, aunque a su juicio, con una cierta presciencia, que fueron hechas por antiguas gigantescas aves. En el Hitchcock Ichnological Gabinete estableció una notable colección de fósiles footmarks. Su hijo, Edward "Doc" de Hitchcock, nombrado uno de los primeros dinosaurios descubiertos en América, Megadactylus polyzelus. Más tarde fue reclasificado como el espécimen tipo de Anchisaurus polyzelus (ACM 41109), un prosaurópodo. 

## Algunas publicaciones
- 1841 . First anniversary address before the Association of American Geologists : at their second annual meeting in Philadelphia, 5 de abril de 1841 (B.L. Hamlen, New Haven) – en línea American Libraries.
- 1850 . History of a Zoological Temperance Convention, held in Central Africa in 1847 (Northampton) – en línea American Libraries (édition de 1855 éditée par N. Noyes, Boston)
- 1850 . Religious lectures on peculiar phenomena in the four seasons ... delivered to the students in Amherst college, in 1845, 1847, 1848 & 1849 (J.S. & C. Adams, Amherst) – en línea American Libraries.
- 1851 . Religion of Geology and its Connected Sciences (Phillips, Sampson, Boston) – en línea American Libraries (ed. 1854)
- 1852 . The Power of Christian Benevolence illustrated in the Life and Labors of Mary Lyon (Northampton)
- 1857 (con su hijo). Religious Truth illustrated from Science (Phillips and Sampson, Boston) – en línea American Libraries
- 1860 (con su hijo) Charles Henry Hitchcock (1836-1919) Elementary Geology. New York
- 1863 . Reminiscences of Amherst College : historical scientific, biographical and autobiographical: also, of other and wider life experiences. Bridgman & Childs, Northampton – en línea American Libraries

- La abreviatura «E.Hitchc.» se emplea para indicar a Edward Hitchcock como autoridad en la descripción y clasificación científica de los vegetales.[1]

## Honores
Como lo había hecho la investigación sobre el lago geológicos que una vez llenara la cuenca del río Connecticut, este lago prehistórico fue nombrado en su honor. 
Sus colecciones, un retrato en busto, se pueden ver en el Amherst College Museum of Natural History.